# Großalm (Oberaudorf)
Die Großalm ist eine Alm in der Gemeinde Oberaudorf.
Sechs Almhütten des westlichen Almgebietes der Großalm stehen unter Denkmalschutz und sind unter der Nummer D-1-87-157-90 in die Bayerische Denkmalliste eingetragen.

## Baubeschreibung
Bei den  sechs denkmalgeschützten Almhütten der westlichen Großalm handelt es sich um zwei erdgeschossige Blockbauten mit Flachsatteldach aus den Jahren 1762 und 1780; einen erdgeschossigen, teils verschindelten Flachsatteldachbau von 1780; zwei erdgeschossige Holzbauten mit Flachsatteldach von 1786 und 1800 sowie einen erdgeschossigen Holzbau mit Satteldach auf einem Steinsockel von etwa 1800.

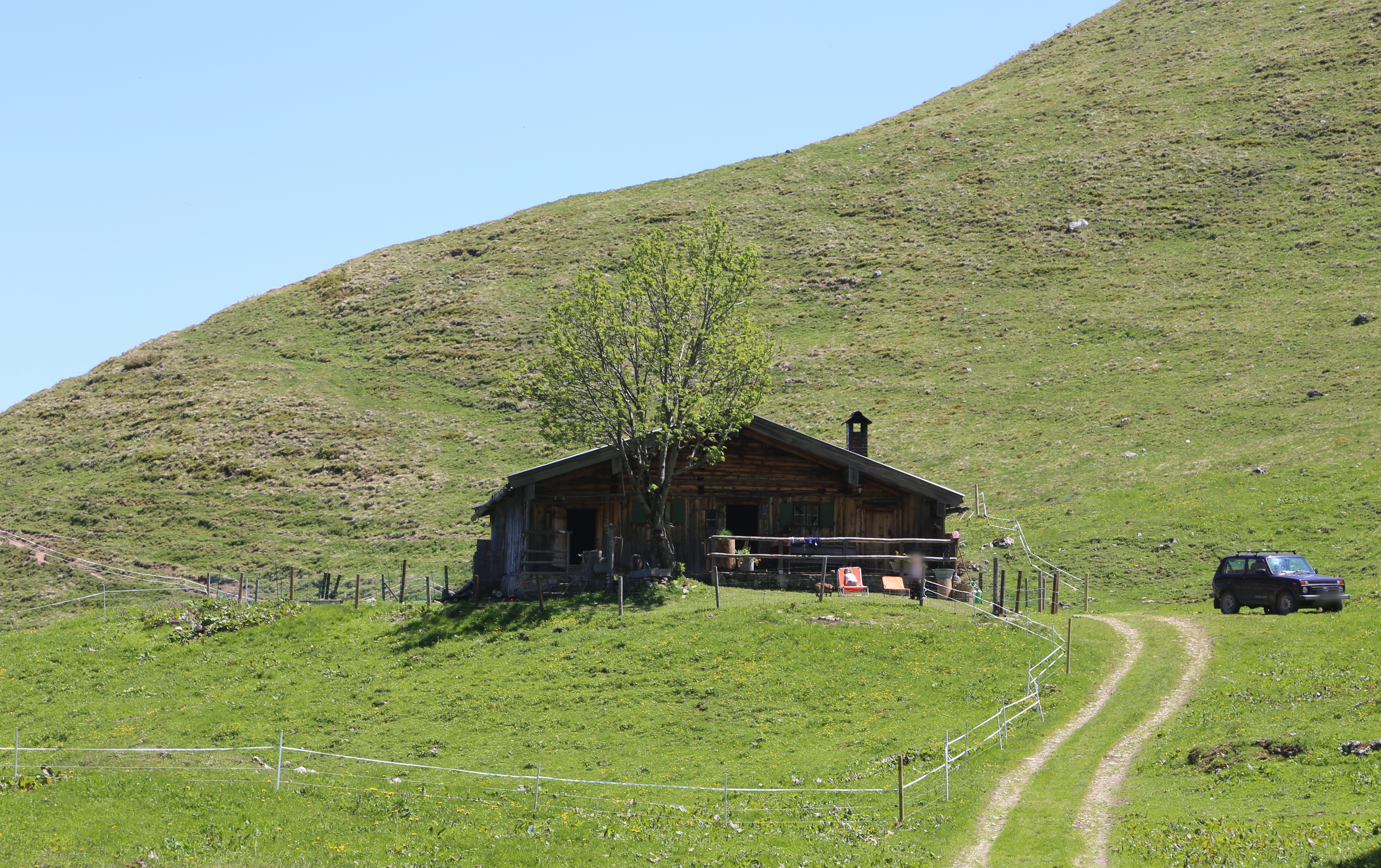
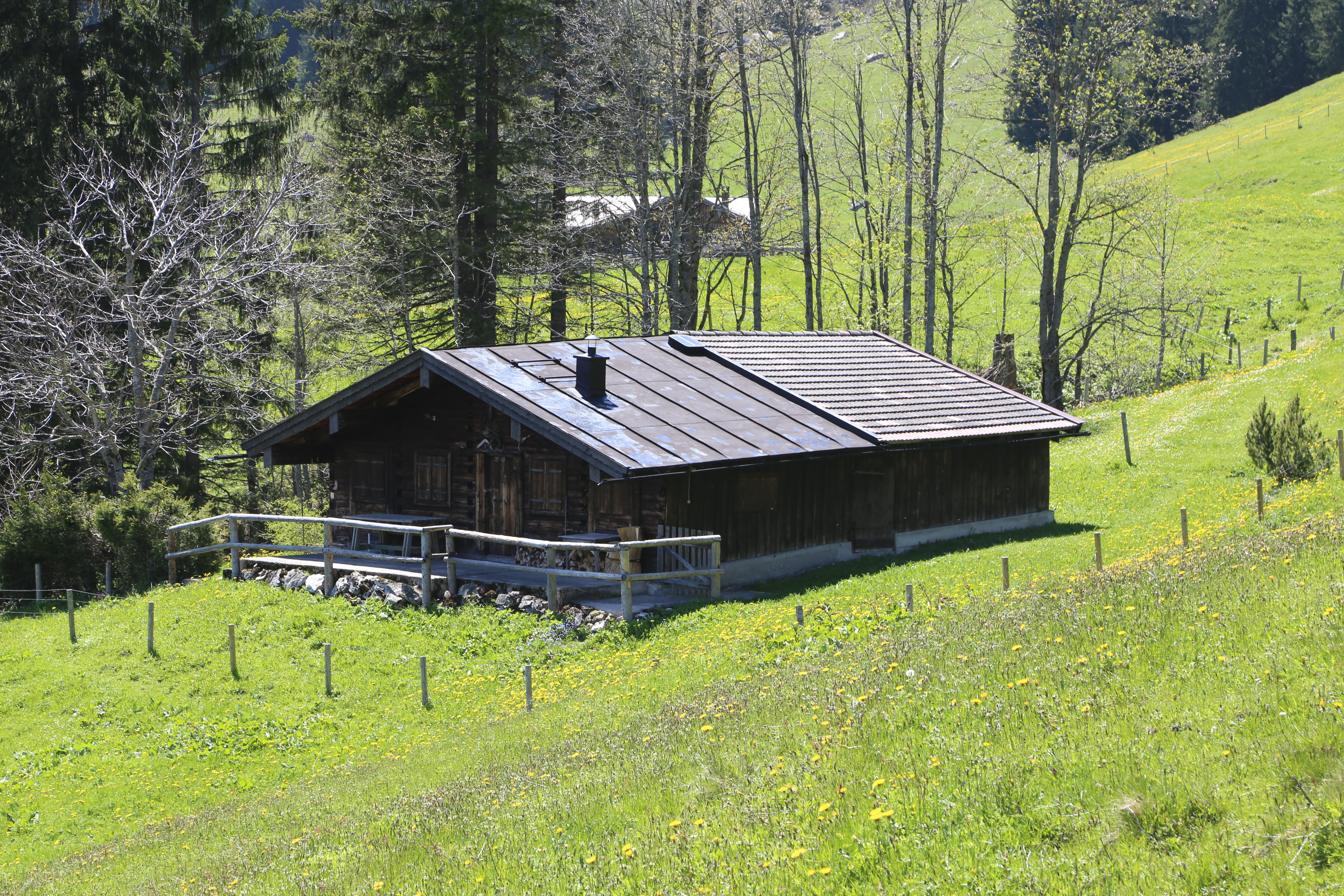
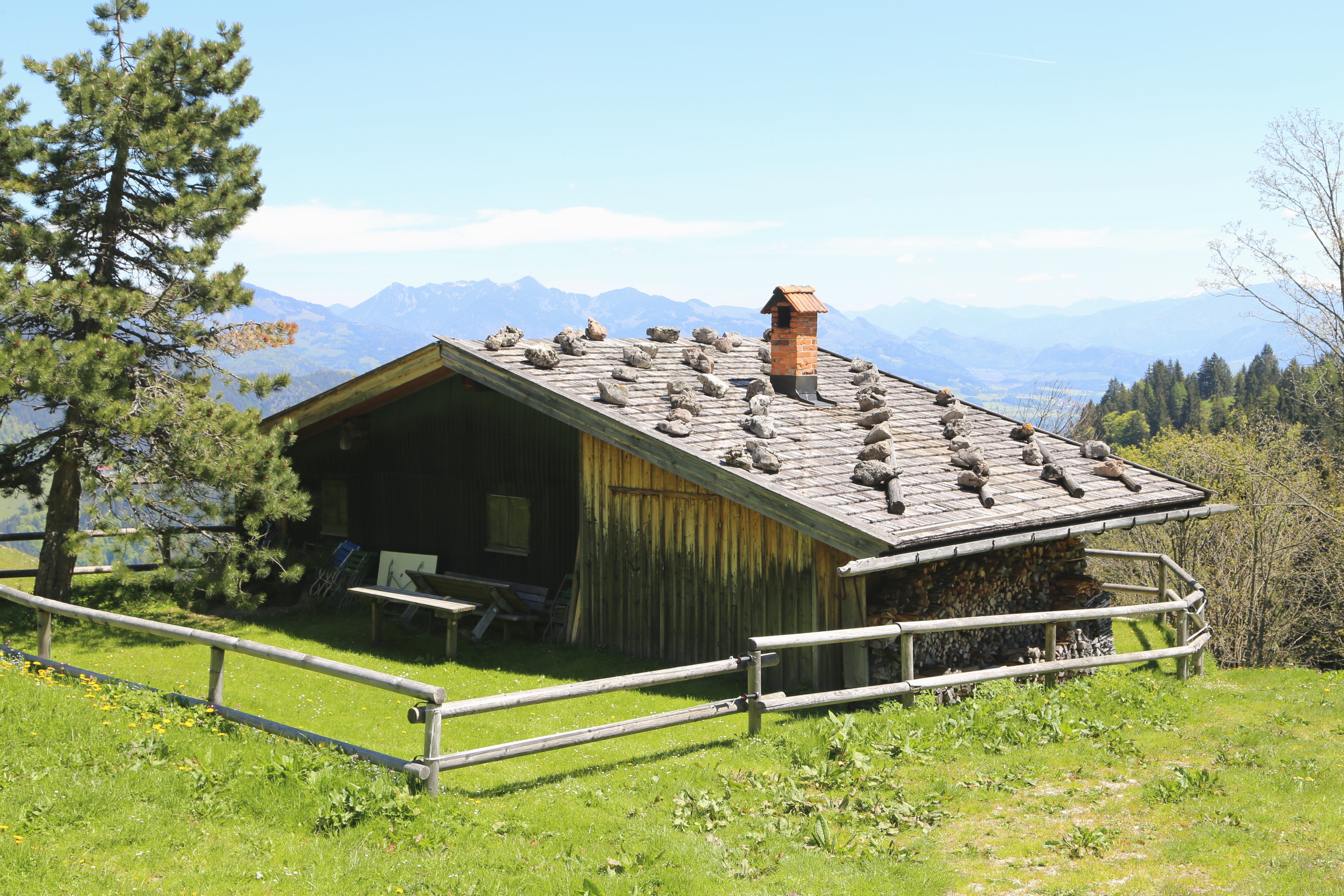
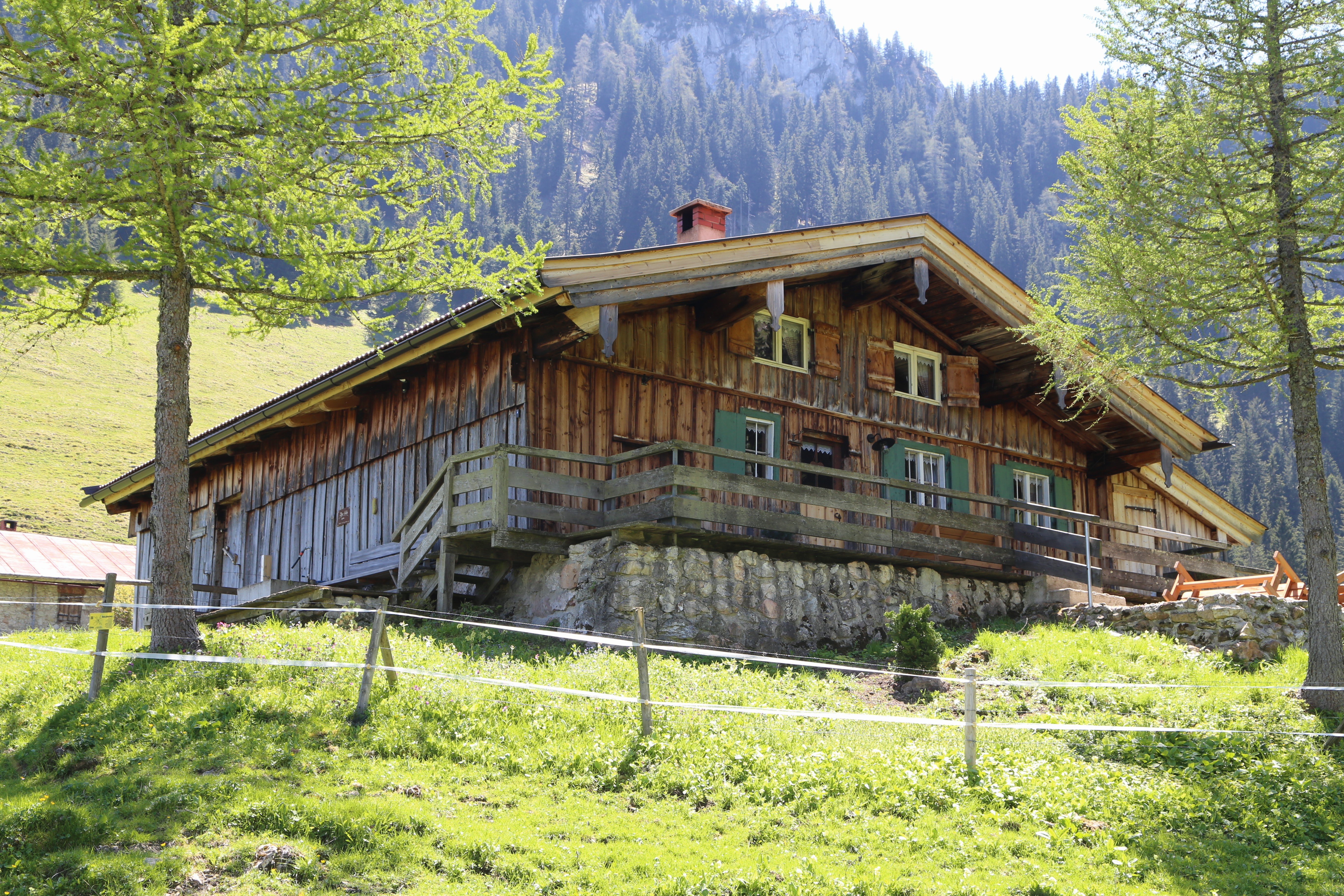
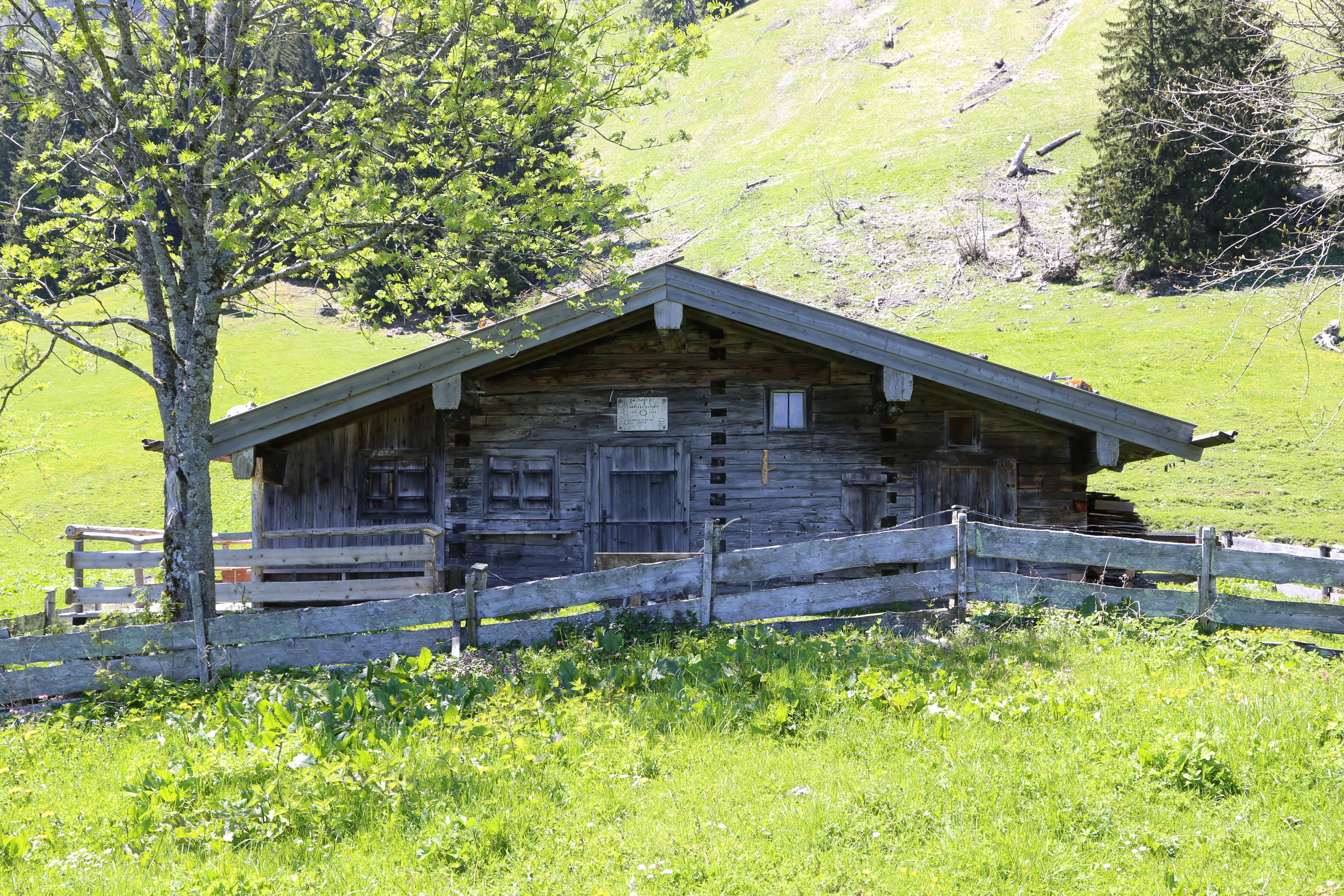
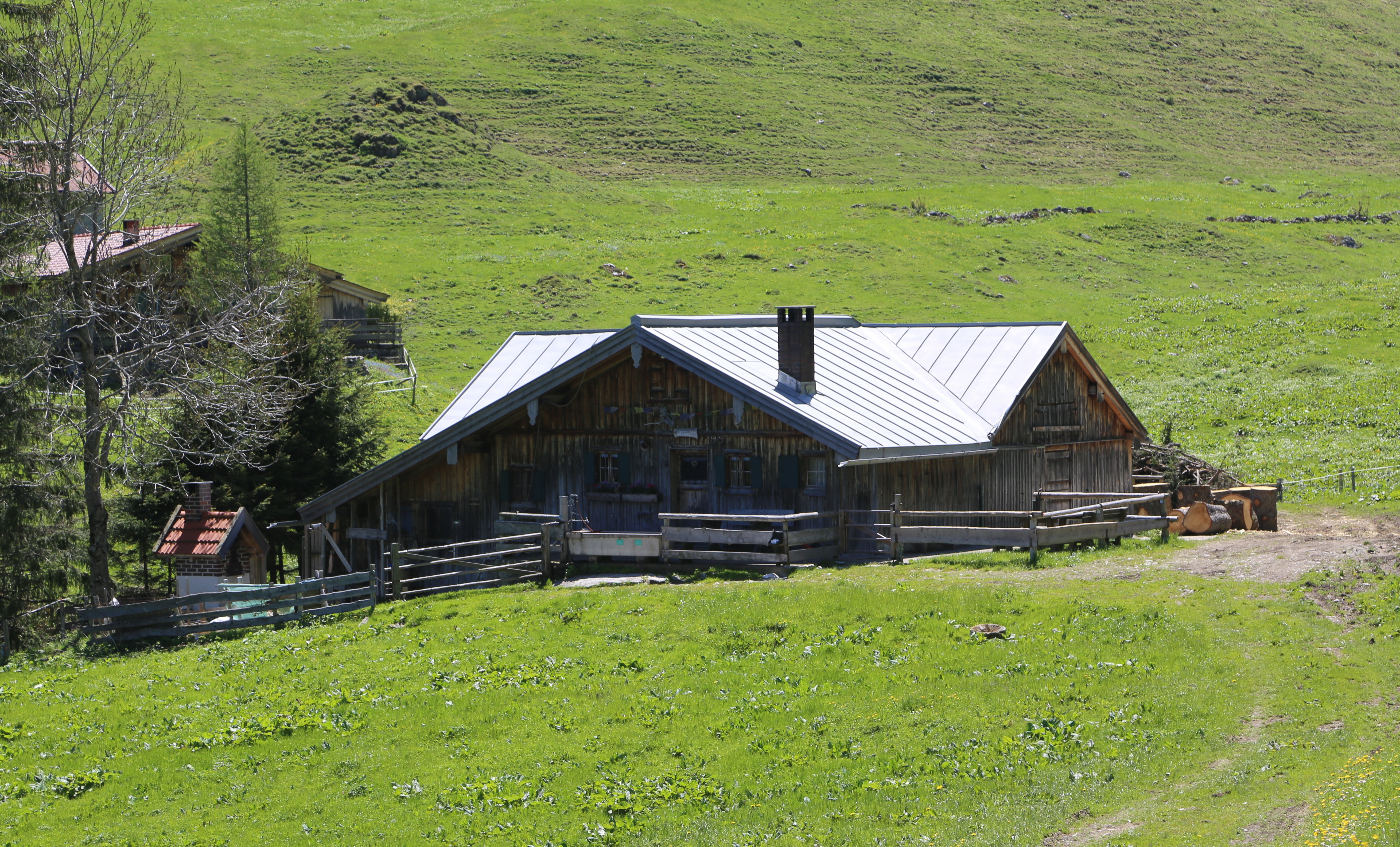

Auf der westlichen Großalm befinden sich zwei weitere Hütten, auf der östlichen Großalm drei.

## Heutige Nutzung
Die große Gemeinschaftsalm ist bestoßen und bewirtet.

## Lage
Die Großalm befindet sich im Mangfallgebirge nördlich des Brünnsteins auf einer Höhe von 1250 m ü. NN. Die acht Almhütten des westlichen Almgebietes liegen an den östlichen Abhängen der Brünnsteinschanze, die drei Hütten des östlichen Almgebietes liegen unterhalb der Fritzenwand, südlich der Längaualm.